# Gubernia de Viburgo

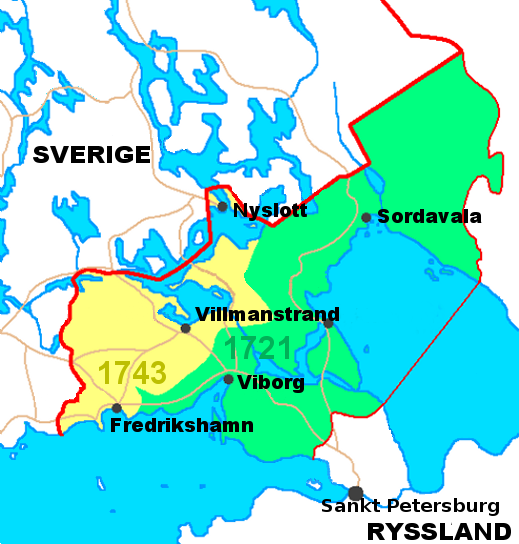
Estabelecimento do Gubernia de Viburgo em 1721 e sua transformação numa gubernia pela incorporação de novas terras (1743).

O Gubernia de Viburgo (russo: Выборгская губерния; finlandês: Viipurin lääni; sueco: Viborgs län) foi um gubernia do Império Russo (1744-1812), que foi estabelecido em territórios cedidos pelo Império Sueco na Grande Guerra do Norte. Pelo Tratado de Nystad em 1721, a Suécia cedeu formalmente o controle das partes do condado de Viborg e Nyslott e do condado de Kexholm, localizado na região do Istmo Careliano e do lago Ladoga, à Rússia. Primeiro essas áreas faziam parte do Gubernia de São Petersburgo. O Gubernia de Viburgo foi estabelecido em 1744 quando a Suécia cedeu o controle de partes de Kymmenegård e do Condado de Nyslott pelo Tratado de Åbo. Na Suécia (incluindo a Finlândia), o gubernia também era conhecido como Finlândia Antiga (sueco: Gamla Finland, finlandês: Vanha Suomi), e entre 1802 e 1812 foi nomeado para "Gubernia da Finlândia".
Durante as Guerras Napoleônicas, o Reino da Suécia havia se aliado ao Império Russo, Reino Unido e outros partidos contra a França Napoleônica. Entretanto, após o Tratado de Tilsit em 1807, a Rússia fez a paz com a França. Em 1808, e apoiada pela França, a Rússia desafiou com sucesso o controle sueco sobre a Finlândia na Guerra da Finlândia. No Tratado de Fredrikshamn, em 17 de setembro de 1809, a Suécia foi obrigada a ceder todo seu território na Finlândia, a leste do Rio Torne, à Rússia. Os territórios cedidos tornaram-se parte do Império Russo e foram reconstituídos no Grão-Ducado da Finlândia, com o Czar russo como Grão-Duque.
Em 1812, a área do gubernia de Viburgo foi transferida da Rússia propriamente dita para o Grão-Ducado e estabelecida como Gubernia de Viipuri. A transferência, anunciada pelo Czar Alexandre I pouco antes do Natal, em 23 de dezembro de 1811 (4 de janeiro de 1812 no Calendário Gregoriano), pode ser vista como um gesto simbólico e uma tentativa de apaziguar o sentimento da população finlandesa, que acabava de experimentar a conquista russa de seu país pela força na guerra finlandesa.

## Governadores
- (1744-1744) Iuri Nikitich Repnin
- (1745–1752) Afanasei Isakov (em exercício)
- (1752-1754) Johann Christoph von Keiser
- (1754–1766) Afanasei Isakov
- (1766-1778) Nikolaus Hendrik von Engelhardt
- (1779–1780) Ievgeni Petrovich Kashkin
- (1780–1782) Piotr Alekseievich Stupishin
- (1782-1785) Wilhelm Heinrich von Engelhardt
- (1785-1785) Alexandre Magnus von Peutling
- (1785–1793) Karl Johann von Günzel (em exercício)
- (1793–1797) Fiódor Pavlovitch Shcherbatov
- (1797-1799) Karl Magnus von Rüdinger
- (1799–1799) Piotr Vasilievich Zheltuhin
- (1799–1804) Magnus Orraeus
- (1804–1808) Nikolai Fiodorovich Emin
- (1808–1811) Ivan Yakovlevich Bukharin
- (1811–1812) Johan Gustav Winter